# Stingray (album)
Stingray – szósty album studyjny Joe Cockera wydany w 1976 roku.

## Lista utworów
| 1.  | "The Jealous Kind" (Bobby Charles)                 | 3:51  |
|     |                                                    |       |
| 2.  | "I Broke Down" (Matthew Moore)                     | 3:29  |
|     |                                                    |       |
| 3.  | "You Came Along" (Bobby Charles)                   | 3:50  |
|     |                                                    |       |
| 4.  | "Catfish" (Bob Dylan, Jacques Levy)                | 5:24  |
|     |                                                    |       |
| 5.  | "Moon Dew" (Matthew Moore)                         | 5:53  |
|     |                                                    |       |
| 6.  | "The Man in Me" (Bob Dylan)                        | 2:43  |
|     |                                                    |       |
| 7.  | "She Is My Lady" (George Clinton)                  | 4:37  |
|     |                                                    |       |
| 8.  | "Worrier" (Matthew Moore)                          | 3:16  |
|     |                                                    |       |
| 9.  | "Born Thru Indifference" (Joe Cocker, Richard Tee) | 6:15  |
|     |                                                    |       |
| 10. | "A Song for You" (Leon Russell)                    | 6:25  |
|     |                                                    |       |
|     |                                                    | 45:43 |
|     |                                                    |       |

## Skład
- Joe Cocker - wokal, gitara
- Eric Clapton - gitara
- Cornell Dupree - gitara
- Steve Gadd - gitara, perkusja
- Eric Gale - gitara
- Albert Lee - gitara
- Gordon Edwards - gitara basowa
- Richard Tee - instrumenty klawiszowe, organy
- Sam Rivers - saksofon
- Felix "Flaco" Falcon - kongi, instrumenty perkusyjne
- Patti Austin - chórki
- Bonnie Bramlett - chórki
- Lani Groves - chórki
- Gwen Guthrie - chórki
- Phyllis Lindsay - chórki
- Brenda White - chórki
- Maxine Willard - chórki
- Deniece Williams - chórki